# Jean Joseph Antoine Bosc
Pour les articles homonymes, voir Bosc.
Jean Claude Joseph Bosc (1764-1837) est un homme politique français né le 20 septembre 1764 à Aprey (Haute-Marne) et mort le 20 mai 1837 à Besançon (Doubs). 

## Biographie
Il est le fils de Paul Bosc d'Antic.
Entré jeune aux usines du Creusot, il devient inspecteur des mines et manufactures des États de Bourgogne. Il est nommé professeur de chimie à l'école centrale en l'an V, puis le 26 prairial an VI, commissaire du directoire exécutif dans l'Aube.
Il est élu député de l'Aube au Conseil des Cinq-Cents le 26 germinal an VII, et entre au Tribunat après le coup d'État du 18 Brumaire. Le 5 germinal an XII, il est directeur des droits réunis dans la Haute-Marne. Il exerce les mêmes fonctions dans le Doubs sous la Restauration et prend sa retraite sous la Monarchie de Juillet.
Il a été l'époux de Elisabeth Quilliard avec laquelle il a eu deux filles Adèle et Caroline.

## Sources
- « Jean Joseph Antoine Bosc », dans Adolphe Robert et Gaston Cougny, Dictionnaire des parlementaires français, Edgar Bourloton, 1889-1891 [détail de l’édition]